# 坂本麻紀子
坂本 麻紀子（さかもと まきこ、1976年11月4日 - ）は、日本のモデル、女優。熊本県出身。スプラッシュ所属。

## 出演
特記のないデータは、すべてスプラッシュ公式サイト内「History」のページからの参考。

### テレビ番組
- ビギナー 第1話（2003年、フジテレビ）
- X'smap〜虎とライオンと五人の男〜（2004年、フジテレビ）
- リトル・チャロ〜カラダにしみこむ英会話〜（2008年 - 2010年、NHK教育テレビ）[4][5]
- リトル・チャロ ケータイで試そうあなたの英語力（2008年7月27日・10月19日、2009年1月11日・3月22日、NHK教育テレビ）

### Vシネマ
- NEOドキュメント・シリーズ ZONE（2004年、ローランズ・フィルム）[6]

### 映画
- 蟬しぐれ（2005年、東宝） - くに（砧屋の女） 役[7]
- 日本沈没（2006年、東宝）[7]

### CM
- イオン（2003年・2007年）
- カラリオ・ミー（2005年、セイコーエプソン）
- UFJ銀行（2005年）
- アリエール イオンパワージェル（2005年、P&G）
- シダックス（2006年、シダックス・コミュニティー）
- ゴムパッキン用カビキラー（2006年、ジョンソン）
- 東芝（2006年・2007年）
- オリナス（2006年）
- ライオンズマンション（2006年、大京）
- utahana（2007年、ディノス）
- ハイチオールCプルミエール（2007年、エスエス製薬）
- 爽健美茶（2007年、日本コカ・コーラ）
- ノースポート・モール（2007年）
- マイプレシャス（2007年・2008年）
- Cyber Government Square 2007（2007年、日立製作所）
- アサヒ スタイルフリー（2007年、アサヒビール）
- ナショナル 新・瞬間あったかトワレ（2007年、松下電器産業）
- ジャパンケアサービス（2007年）
- コナミスポーツクラブ（2008年）
- ユニクロ（2008年）
- スポーツオーソリティ（2009年）
- ホンダ・フリード（2009年、本田技研工業）
- アンパンマンとタッチでわくわくトレーニング（2009年、バンダイナムコゲームス）
- 東洋エクステリア（2009年）
- ヤクルトSHEs（2009年、ヤクルト本社）
- アートネイチャー（2009年）
- 日本IBM[8]（2009年）
- 丸井（2009年）
- ソフトバンク（2010年）
- デンターシステマ 鏡/音波アシストブラシ（2010年、ライオン）
- パリミキ、メガネの三城（2010年、三城ホールディングス）
- Viカフェ（2010年、ヴァーナル）
- 東京個別指導学院（2010年）
- パーパス（2011年）

### スチールモデル
- CREY（2008年 - 2009年、毎日新聞社） - 表紙モデル